# Nezemeljsko življenje
Ta članek govori o znanstvenih raziskovanju nezemeljskega življenja, za pojavljanje v množični kulturi glejte Zunajzemeljsko življenje v množični kulturi.
Nezêmeljsko oziroma zúnajzêmeljsko življênje je življenje, ki morda obstaja in izvira zunaj planeta Zemlje. Tehtnih dokazov zanj zaenkrat še ne poznamo, domnevo o njegovem obstoju pa je sprejela večina znanstvenikov. Domnevne oblike nezemeljskega življenja segajo od humanoidnih, človeku podobnih, do pošastnih bitij, kot jih vidimo v znanstvenofantastičnih filmih ter do življenjskih oblik mikrokozmosa: razne vrste bakterij in virusov, ki pa že mejijo na neživo naravo.
Oblike zunajzemeljskega življenja, še posebej tiste inteligentnejše, so zelo pogoste v množični kulturi kot (angleško) alieni ali E.T.-ji (Exstraterrestrial). Študije in teoretizacija domnevnih nezemeljskih oblik življenja so domena eksobiologije in ksenobiologije.

## Mogoče osnove in izvori nezemeljskega življenja
Vse oblike življenja, kot ga poznamo na Zemlji, temeljijo na ogljiku in vodi. Takšne naj bi bile resnične oblike življenja tudi na drugih svetovih v Vesolju. Kakorkoli že, tudi drugi kemijski elementi bi lahko nudili osnovo za življenje (Glej tudi Ne-ogljikova biologija). Silicij predstavlja najboljšo drugo možnost življenju, ki temelji na ogljiku, vendar še vedno velja za neverjetno. Če upoštevamo tudi te druge možnosti, lahko obstajajo tudi življenjske oblike, ki temeljijo na dušiku, ki ga imajo za bolj verjetno osnovo.
Znanstvene študije možnih biokemičnih osnov za nezemeljsko življenje se pogosto imenuje ksenobiologija - veda o tujih življenjskih oblikah.
Večina znanstvenikov verjame v obstoj nezemeljskega življenja, njegova evolucija (razvoj) se naj bi pojavila neodvisno tudi na drugih, nam neznanih področjih v Vesolju. Druga možna domneva, ki ima podporo manjšine, je panspermija, ki predlaga, da je življenje prišlo na Zemljo od drugod v obliki spor. Obstajajo tudi takšne bakterije, ki bi lahko preživele v izjemnih pogojih v atmosferi Jupitra. V teh sporah bi bile torej vse potrebne zasnove za poznejši evolucijski boom, ko se je življenje razmahnilo po vsej Zemlji v neštetih oblikah. Če drži, ta teorija predlaga, da je življenje, ki se bolj ali manj razlikuje od zemeljskega, enakomerno razkropljeno po vsem Vesolju. Temu ne nasprotuje tudi temeljno načelo, ki velja kot aksiom (trditev, ki se ne dokazuje) imenovano antropično načelo, ki pravi, da je Vesolje na določeni stopnji moralo osnovati inteligentno življenje, ki bi si zastavljalo vprašanja o nastanku, sedanjosti in prihodnosti Vesolja. Če temu ne bi bilo tako, bi bilo celotno Vesolje velikanska potrata prostora.

## Življenje na osnovi silicija
Življenje na osnovi silicija se zdi vsej znanstveni srenji za neverjetno še danes. Na prvi pogled je kemija ogljika in silicija podobna. Tako, kot npr. ogljik tvori metan (CH4), lahko podobno spojino tvori tudi silicij (SiH4), poleg tega oba elementa lahko tvorita dolge verige polimerov. Vendar pa silicij namesto kisika pomeni, da ni ravno primeren za dihanje, medtem ko se ogljikov dioksid (CO2) z lahkoto s presnovo odtuji z živega organizma, SiO2 pa je trden in se v trenutku veže in oblikuje v mrežasto (kristalinasto) zgradbo, se strdi in se ga le težko spravi ven iz organizma. Po vrhu vsega, silicij ne uspe vezati toliko dodatnih kemijskih spojin, ki bi se z lahkoto razdvojile in razbile med procesi presnove. Pri molekulah, ki temeljijo na ogljiku, pa je to povsem običajna značilnost, ki je bistvenega pomena za primerno delovanje encimov, da se kasneje vežejo v aminokisline, ki so osnova daljših genetskih verig.
Obstajajo tudi astronomski dokazi, ki predlagajo, da je na siliciju temelječe življenje zelo malo verjetno. Kamorkoli so astronomi in astrofiziki pogledali, niso uzrli najpreprostejše silicijeve spojine, na drugi strani pa so našli veliko ogljikovodikov. Zapletene ogljikovodike pa se da v izobilju najti v Vesolju, a v primeru silicija, večino vsega, kar smo opazovali v Vesolju so preprosti silicijevi oksidi, zabeležili pa niso niti enega primera zapletene molekule silanov ali silikonov.
Eno izmed najbolj znanih, na siliciju temelječih življenjskih oblik, lahko vidimo v izvirni epizodi Zvezdnih stez, pod naslovom Hudič v temi, v kateri silicijevo življenje, t. i. Horta napade minerje, ki kopljejo za njegovim gnezdom z jajci.

## Življenje na osnovi amonijaka
Vse življenje na Zemlji temelji na vodi in na njenih številnih kemijskih lastnostih. Dejansko je velik delež sodobne kemije podvržen študiju vodnih raztopin. Kakorkoli že, številne kemijske reakcije so mogoče tudi v amonijakovih raztopinah, in tekoči amonijak ima nekatere podobnosti z vodo. Amonijak lahko raztopi večino organskih molekul najmanj tako dobro, kot to počne voda, in je poleg tega sposoben raztopiti tudi veliko kovinskih elementov. Če podamo vse te kemijske amonijak nekaj težav kot osnova za življenje. Vročinsko izhlapevanje dušika je samo polovico od vodnega in njegova površinska napetost je trikrat manjša. To pomeni, da so vodikove vezi med amonijakovimi molekulami vedno šibkejše, kot tiste v vodi, zatorej  je amonijak manj sposoben zbrati ne-polarne molekule skozi vodni učinek. Iz tega razloga, vodilni tok znanstvenih vprašanj kako dobro bi amonijak tvoril in zbral predživljenjske molekule v razporejenosti, ki bi dovolila odkritje samo-razmnoževalnega sistema.
Biosfera, ki bi temeljila na amonijaku, bi po vsej verjetnosti obstajala pri temperaturah ali zračnem tlaku, ki bi bil izjemno neprikladen za življenje, kot ga poznamo na Zemlji. Zemeljsko življenje vedno obstaja znotraj temperaturnih okvirov med lediščem in vreliščem vode pri običajnem zračnem tlaku, med 0 °C (273°K) in 100 °C (373°K); pri običajnem tlaku so amonijakovo ledišče in vrelišče med −78 °C (195°K) in −33 °C (240°K). Težave z biosfero pri izjemno hladnih temperaturah so zaradi grozne upočasnitve biokemijskih reakcij kot tudi dejstva, da so nekatere biokemijske reakcije zunaj prej omenjenih temperaturnih okvirov v zvezi z veliko višjim vreliščem. Amonijak je lahko tekoč pri običajnih temperaturah le pri veliko večjem zračnem tlaku, npr. pri 60.-ih atmosferah (60 krat večji pritisk kot je pri nadmorski višini 0) amonijak vre pri 98 °C in se topi pri −77 °C. Vodna raztopina s primesmi amonijaka lahko nudi osnovo za vodi podobno biokemijo pri nižjih temperaturah, kot jo voda podpira običajno. Takšni pogoji obstajajo pod površjem Saturnovega največjega satelita Titana [1].

## Verovanja v nezemeljsko življenje
Verovanje v nezemeljsko življenje je bilo navzoče že v starem antičnem Egiptu, Babiloniji in Sumeriji. Prva najpomembnejša zahodna misleca, ki sta se ukvarjala z mislijo o naseljenih svetovih sta bil antični grški pisatelj Tales in njegov učenec Anaksimander v 7. stoletju pr. n. št. Grški atomisti so se lotili same zamisli in razpravljali, da ima neskončno Vesolje neskončno veliko naseljivih svetov. Aristotelova kozmologija (ki je postavila Zemljo v središče Vesolja, geocentrični sistem, ki ga je uveljavil Ptolemej) je bila v nasprotju z zamislijo nezemeljskega življenja. Ko se je krščanstvo razširilo po Zahodni Evropi, so zamisel samo razglasili za herezijo (krivoverstvo). Najbolj znan in dokumentiran primer razlage zunajosončnih planetov in razširjenosti življenja tudi drugod kot na Zemlji pred sodobno je bila razlaga Giordana Bruna, ki so ga na podlagi njegovih nepravovernih zamisli živega sežgali v letu 1600.
Sedaj pravijo nekateri zanesenjaki, ki se spoznajo na to temo, da verjamejo v obstoj nezemeljskega življenja, ki naj bi v rednih presledkih obiskalo oziroma je obiskalo Zemljo. Nekateri trdijo, da so mnogi NLP-ji, ki jih lahko sedaj opazujemo na nočnem in dnevnem nebu dejansko videnja vesoljskih ladij inteligentnih nezemljanov. Nekateri celo trdijo, da so videli takšna bitja. Nekateri torej pripisujejo nekaterim okroglim vzorcem na nebu nezemeljsko naravo. Ker je najmanj ena resna, spoštljiva znanstvena revija, izdana v dnevniku z velikim krogom bralcev, nagovorila k ponovni oceni pojava NLP-jev, in to je prepričanje glavnega toka znanstvenih mnenj, ki se držijo takšnih so nevzdržnih zahtev s strani dokazov, ki so bili pred kratkim dosegljivi in je zelo malo verjetno, da so resnični. Mogoči obstoj primitivnega življenja zunaj Zemlje je najmanj tako nasprotujoča glavnemu toku znanstvenikov, vse dokler niso odkrili posrednega dokaza takšnega nezemeljskega življenja v meteoritu, ki naj bi prišel z Marsa. Posredni dokazi so razkrili obstoj primitivnega življenja na Marsu. Kakorkoli že, sklepi, ki naj bi jih takšen dokaz sprožil pa so še vedno predmet razprav.

## Znanstveno iskanje nezemeljskega življenja
Znanstvenega iskanja nezemeljskega življenja so se znanstveniki lotili na dva različna načina, neposredno in posredno.

### Neposredno iskanje
Znanstveniki neposredno iščejo dokaze za enocelično življenje znotraj Osončja, izpeljane raziskave površja Marsa in pregledi meteorjev, ki so padli na Zemljo. NASA v kasnejšem obdobju namerava odposlati tudi sondo do Jupitrovega Galilejevega satelita Evrope. Evropa ima pod debelim ledenim površjem tekočo vodo, ki bi lahko vseboval življenje.
Obstaja tudi nekaj omejenih dokazov, da so mikroorganizmi po vsej verjetnosti obstajali in obstajajo še danes na Marsu. Poskus na sondi Viking, ki je pristala na Marsu, poroča o plinih, ki so začeli izhlapevati iz vzorca Marsovih tal, ko so ga segrevali. Marsovska zemlja v nekaterih primerih vsebuje navzoče mikrobe. Kakorkoli že, primanjkovanje dodatnih dokazov od drugih poskusov na sondi Viking nakazuje, da so bile navzoče samo neorganske reakcije. Ta domneva je bolj verjetna, v letu 1996 so v meteoritu ALH84001 odkrili zgradbe podobne bakterijam, ki so bile izvržene z Marsa, ko je vanj v daljni preteklosti trčil ogromen meteor. Udarec je izvrgel prej omenjeni meteor in še mnogo drugih. Spet je bilo poročilo zelo sporno.
Februarja 2005 sta dva Nasina znanstvenika poročala, da sta našla močne dokaze za navzočnost življenja na Marsu (Berger, 2005). Dva znanstvenika, Carol Stoker in Larry Lemke iz Nasinega središča, na osnovi njunih zahtev, da so ostanki metana v Marsovi atmosferi preostanek sproščenega metana, podobno kot to počno nekatere primitivne oblike življenja na Zemlji. Njuna študija primitivnega življenja blizu reke Rio Tinto v Španiji. Nasini uradniki so kmalu zanikali znanstvenikove trditve, in Stoker sam je vzel njune začetne zagovore (spacetoday.net, 2005) nazaj. Kakorkoli že, samo nekaj dni kasneje, ko sta Stoker in Lemke postavila svoje zahteve, so znanstveniki od ESA-e (European Space Agency) poročali o njunih lastnih merjenjih metana na Marsu, ki predpostavlja organski izvor (Michelson, 2005).
Zaradi takšnih najdb pa še vedno tečejo razprave, vendar pa narašča podpora znanstvenikov, ki verjamejo v obstoj življenja na Marsu. Na neformalni oceni so znanstveniki, ki so obiskali konferenco, na katerih je ESA predstavila njihove najdbe, 75 odstotkov znanstvenikov so na konferenci poročajo, da je nekoč življenje na Marsu dejansko obstajalo; 25 odstotkov jih verjame, da življenje obstaja tam še sedaj (Michelson, 2005).

### Nezemeljsko življenje v Osončju
Veliko nebesnih teles v Osončju ima pogoje, kjer bi se lahko obdržalo življenje. Na prvo mesto postavljajo nekatere iz seznama, ki je naveden spodaj. Na teh, štiri od petih so naravni sateliti, za katere mislijo, da imajo v ozadju vodo, življneje, ki se je tam razvilo v skoraj enakih pogojih, kot je to v toplih vrelcih na dnu oceanov, kjer je vzpostavljen nenavaden ekosistem: termofili – bakterije, ki se hranijo z žveplom in celo kovinami predstavljajo samo dno tega ekosistema. Malce višje so cevasti črvi in prozorne kozice.
Pred krakim je NASA z ene od Jupitrovih lun zaznalo visoko ferkvenco, kakršno bi lahko izpustilo le živo bitje. Primer še preiskujejo.
- Mars – najboljši primer, skoraj najboljši Zemeljski dvojček od planetov in naravnih satelitov v Osončju.
- Titan – edini naravni satelit, za katerega zagotovo vemo, da ima atmosfero. Obiskala jo je sonda Cassini-Huygens, ki se je celo spustila na površje. Naj bi imela celo ocean.
- Evropa – naj bi imela ocean.
- Ganimed
- Enkelad – naj bi imel pod površjem tekočo vodo. [2]

Številna druga telesa imajo potencial, da na sebi nosijo življenje in zanj ugodne pogoje. Npr., atmosfersko življenje so kot domnevo predlagali na Veneri in v plinastih orjaških planetih. Fred Hoyle pa je celo predlagal da obstaja mikroskopsko življenje na kometih. Nekateri mikrobi na Zemlji bi lahko v vzorcih z Lune preživeli celo nekaj let. Za skoraj povsem neverjetno velja, da bi zapleteno večcelično življenje obstajalo na kateremkoli od zgoraj naštetih svetov.

### Posredne raziskave in iskanja
Znanstveniki teoretizirajo, da bi morala katerakoli tehnološka družba v Vesolju oddajati informacije. Projekti, kot je npr. SETI zbirajo astronomska iskanja dejavnih radijskih valov, ki bi jih lahko pripisali in bi potrdili navzočnost inteligentnega življenja.
Astronomi pa iščejo tudi za zunajosončnimi planeti, ki bi lahko bili primerni za življenje. Obstoječi postopki zaznave s pomočjo radijskih valov so neprimerni za takšno iskanje. Kot rešitev tega problema bo potrebna veliko bolj izpopolnjena tehnologija, saj je sedanja neprimerna za podrobno analizo in študijo zunajosončnih planetarnih teles. Daljnogledi v prihodnosti naj bi bili sposobni uzreti planete okoli bližnjih zvezd, kar naj bi razkrilo navzočnost življenja (ali neposredno prek spektrografije, ki bi razkrila ključne informacije kot je npr. navzočnost prostega kisika v planetovi atmosferi). Predvidevajo, da naj bi nekateri najboljši kandidati za odkritje planetov, ki bi nudili pogoje za življenje, navzoči v sistemu Alfe Kentavra, Zemlji najbližji zvezdni sistem, ki ga sestavljajo celo tri zvezde: Alfa Kentavra A, Toliman; Alfa Kentavra B in zelo medla Proksima Kentavra.